# Laura Brent
Laura Brent (Melbourne, 2 maggio 1988) è un'attrice australiana, nota per il ruolo di Lilliandil nel film Le cronache di Narnia - Il viaggio del veliero.

## Biografia
Laura Brent ha frequentato l'Istituto Nazionale di Arte Drammatica, dove si è formata come attrice e cantante e si è laureata nel 2007. Ha fatto la sua prima apparizione sullo schermo nel 2009.
Con interpretazioni sul grande schermo che comprendono quella di Liliandil in Le cronache di Narnia - Il viaggio del veliero di Michael Apted e quella nel film Burning Man, diretto da Jonathan Teplitzky, Laura ha lavorato anche in televisione in The legend of the Seeker (La spada della verità) per la Walt Disney/ABC, nella mini-serie pluripremiata della HBO The Pacific, nella serie australiana Chandon Pictures e in Rescue Special Ops per Nine Network.
Nel 2012 è sul grande schermo con la commedia Tre uomini e una pecora, nella quale interpreta il ruolo della sposa, al fianco di Xavier Samuel, Kris Marshall e Olivia Newton-John.
A teatro ha lavorato nel Victorian tour di Amadeus, ha interpretato Ofelia nella tournée australiana del Bell Shakespeare Australian di Amleto, è stata nel Tartufo per il Malthouse Theatre di Melbourne e in The distance from here per il teatro Stabile di Sydney.

## Filmografia

### Cinema
- Le cronache di Narnia - Il viaggio del veliero (The Chronicles of Narnia: The Voyage of the Dawn Treader), regia di Michael Apted (2010)
- Burning Man, regia di Jonathan Teplitzky (2011)
- Tre uomini e una pecora (A Few Best Men), regia di Stephan Elliott (2011)
- Not Suitable for Children, regia di Peter Templeman (2012)
- La vedova Winchester (Winchester), regia di Michael e Peter Spierig (2018)
- Mortal Kombat, regia di Simon McQuoid (2021)

### Televisione
- La spada della verità (Legend of the Seeker) – serie TV, episodi 2x20-2x21-2x22 (2010)
- Rescue Special Ops – serie TV, episodio 2x11 (2010)

## Doppiatrici italiane
Nelle versioni in italiano dei suoi lavori, Laura Brent è stata doppiata da:
- Selvaggia Quattrini ne La spada della verità, La vedova Winchester
- Ilaria Stagni in Le cronache di Narnia - Il viaggio del veliero
- Chiara Gioncardi in Tre uomini e una pecora
- Perla Liberatori in Not Suitable for Children
- Denise Tantucci in Rescue Special Ops
- Giulia Franceschetti in Burning Man
- Eva Padoan in Mortal Kombat